# 千层塔蟹寓螺
千层塔蟹寓螺（学名：Seila laqueata）是翼舌類支序的蟹寓螺科物种，屬於微小貝的一種。

## 分佈
本物種分佈的地域北起日本海到最南端的東中國海，包括中国大陆山東半島青島一帶的黃渤海水域及台湾彰化縣和美鎮，常栖息在水深10-50m的潮間帶及潮下带的細砂底。

## 型態特徵
採集標本體長0.67公分，每一螺層均由三條螺肋構成，形成其外在的細密紋理。